# ルノーNC型戦車

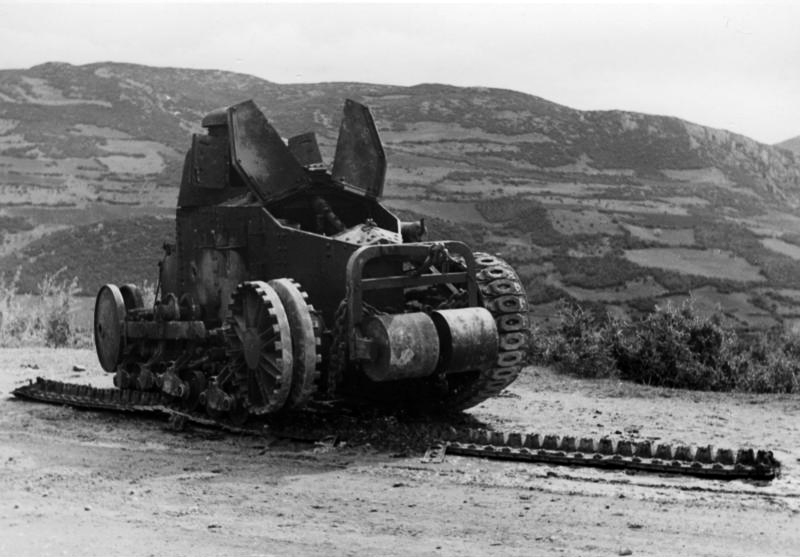
ユーゴスラビアに輸出されたケグレス式足回り（ゴム履帯式）のルノーFT M26/27。1941年4月、ドイツのユーゴスラビア侵攻の際に撃破されたもの。車体後方に追加されているのは、障害物横断ローラー。

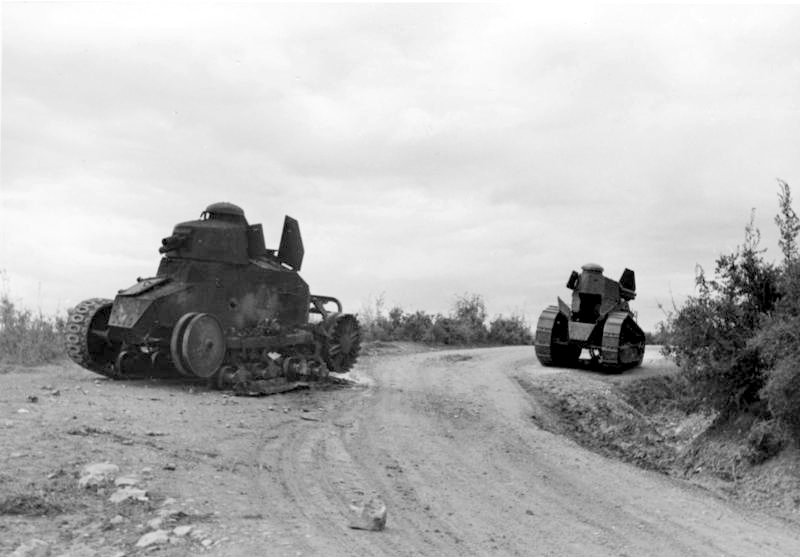
上の車両を別の角度から撮ったもの

ルノーNC型戦車（ルノーNCがたせんしゃ）は、戦間期のフランスで開発された戦車である。
第一次世界大戦で登場したルノー FT-17 軽戦車の発展型で、本格的な量産は行われずに終わったが、後のルノー D1戦車の元となった。少数が海外に輸出され、特に日本陸軍が購入し、満州事変で実戦投入された。

## 開発
第一次世界大戦終結後、フランス軍には大量のルノー FT-17 軽戦車が残された。結果、予算の制約もあり、新型戦車の開発は停滞することになる。しかし、FT-17は小型軽量の手頃な車両ではあったものの、第一次大戦時の塹壕戦に適した仕様で最高速度が遅く、移動には必ず輸送車が必要になるなど、特に平時の利用には機動性に難があった。
最初の改良は、シトロエンのハーフトラック等で使われた、リーフスプリングと鋼芯入りゴム履帯を持つケグレス方式の足回りを装着するもので、車体は基本的にFT-17のままだった。この方式で42輌が製造されたルノーFT ケグレス＝インスタン M24/25は、仏領モロッコでの反乱鎮圧に投入された。改良の結果、最高速度は 17 km/hに向上したが、高速走行をすると履帯が切断するなど構造的に脆弱だった。
その後、改良型のルノーFT ケグレス＝インスタン M26/27も29輌が製造されたが、これらはユーゴスラビアとポーランドに売却された。ユーゴスラビアに輸出された9～10輌のM26/27は、通常型のFT-17とともにドイツによる侵攻時に実戦投入されている。

その一方で、1923年より、ルノーでは足回りの強化だけでなく、エンジン強化も図った改良型の開発計画を受注していた。これらは「ルノー NC」の社内呼称で、2種の試作型製作が並行して行われた。
2つ目の試作型（NC2）のほうが先に、1925年12月に完成したが、これは騎兵科用の高速戦車の要求に則ったもので、前述のタイプ同様、ケグレス方式のリーフスプリングとゴム履帯を持っていた。しかしこの計画は結局放棄された。NC2は1輌のみが製造された。

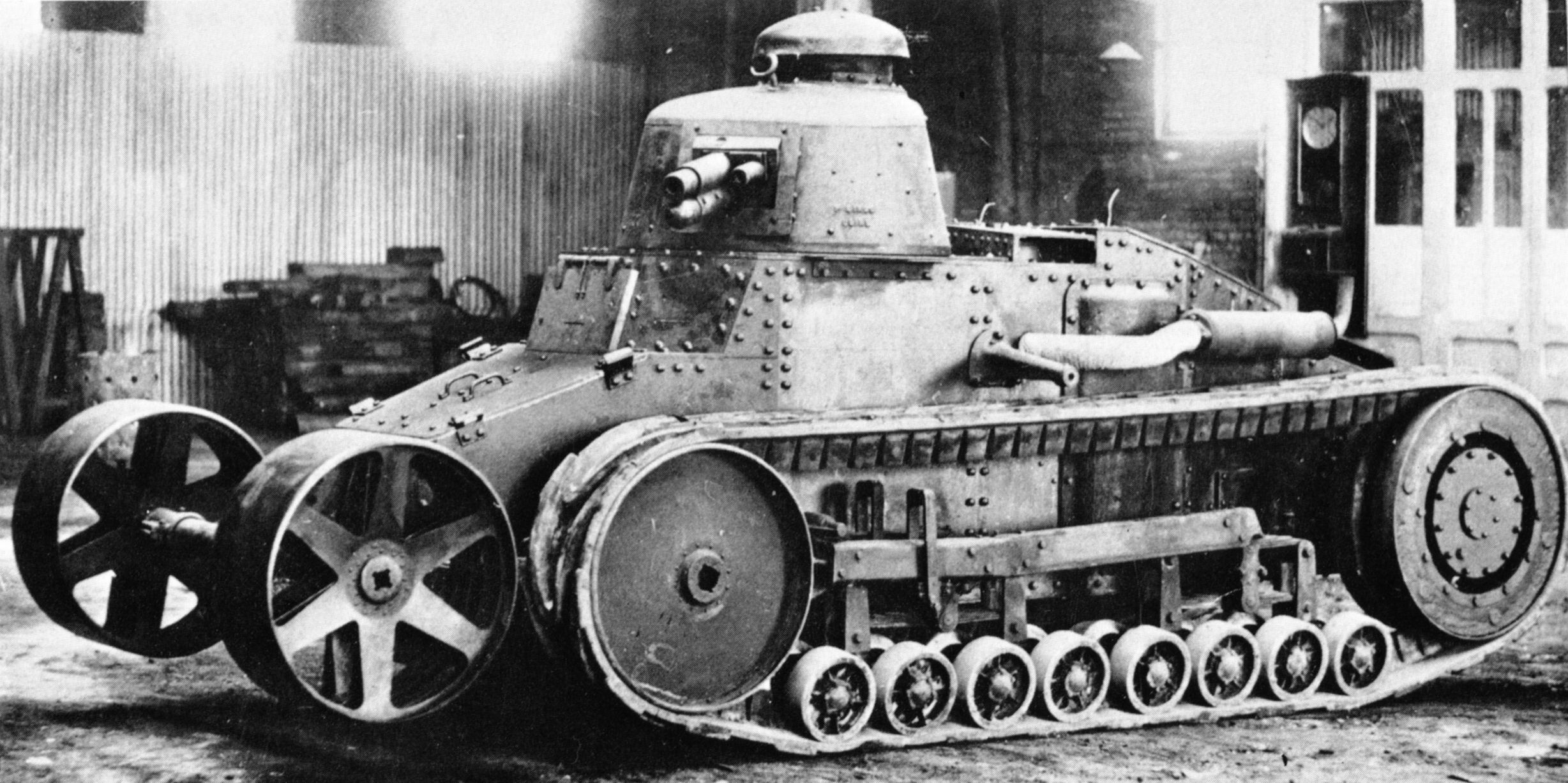
ケグレス式足回り（ゴム履帯式）のルノーNC2。車体前方に追加されているのは、障害物横断ローラー。

1つ目の試作型（NC1）は1926年に完成、こちらは12個の転輪を3本の垂直コイルスプリングで懸架し、鋼製履帯を装着した、新設計の足回りを持っていた。この間、陸軍では後にシャールB1として結実することになる「戦闘戦車」の構想が持ち上がっていたが、こうした大型の戦車を早急に用意することは現実的でなく、代わって「歩兵随伴用軽戦車」の計画が出され、ルノーはNC1 型をベースとしてこの計画に応えることとなった。
しかし、1926年、フランス陸軍歩兵司令部は、軽戦車の新たな要件を策定した。その重量は約13トンでなければならず、装甲は30 mmに増加し、47 mm砲が武装として提示された。ルノーNCはこれらの要件のいずれも満たしていなかった。このような状況において、本国での需要が見込めなくなったルノーは、ルノーNCを輸出に回さざるを得なかった。
ルノーは海外への販路開拓を計画し、1928年に試作型1輌が「Stridsvagn fm/28」として評価のためにスウェーデンに売却されたほか、1929年に日本に10輌（1930年に到着）、ポーランドにM26/27が5輌、NC1が1輌が、輸出された。30年代初頭、オランダとギリシャにも1輌ずつが輸出された。NC1 型は「ルノーNC27」の指定名称を与えられ、計23輌が製造された。
現在、唯一現存するNC27は、スウェーデンのアルセナーレン戦車博物館に所蔵されている。

フランス軍の「歩兵随伴用軽戦車」としては、ルノーは NC1 型を基礎にさらに改良を施した試作車両を製作した。これらはルノーの社内呼称では NC28、軍呼称では「シャールD（D型戦車）」と呼ばれた。
新型サスペンションと機銃2挺を備えた機銃装備型と、砲装備型の2種の試作車が作られたが、これらは NC1 の発展型として、それぞれ「NC2」「NC3」とも呼ばれる。このため、以前のゴム履帯式のNC2との混同の原因となっている。
比較の結果、砲装備型「NC3」が選ばれ、1929年12月、ルノー社内呼称では NC31 と呼ばれる先行生産型10輌の注文が行われた。量産型ではさらに改修が施され、これがルノー D1となった。

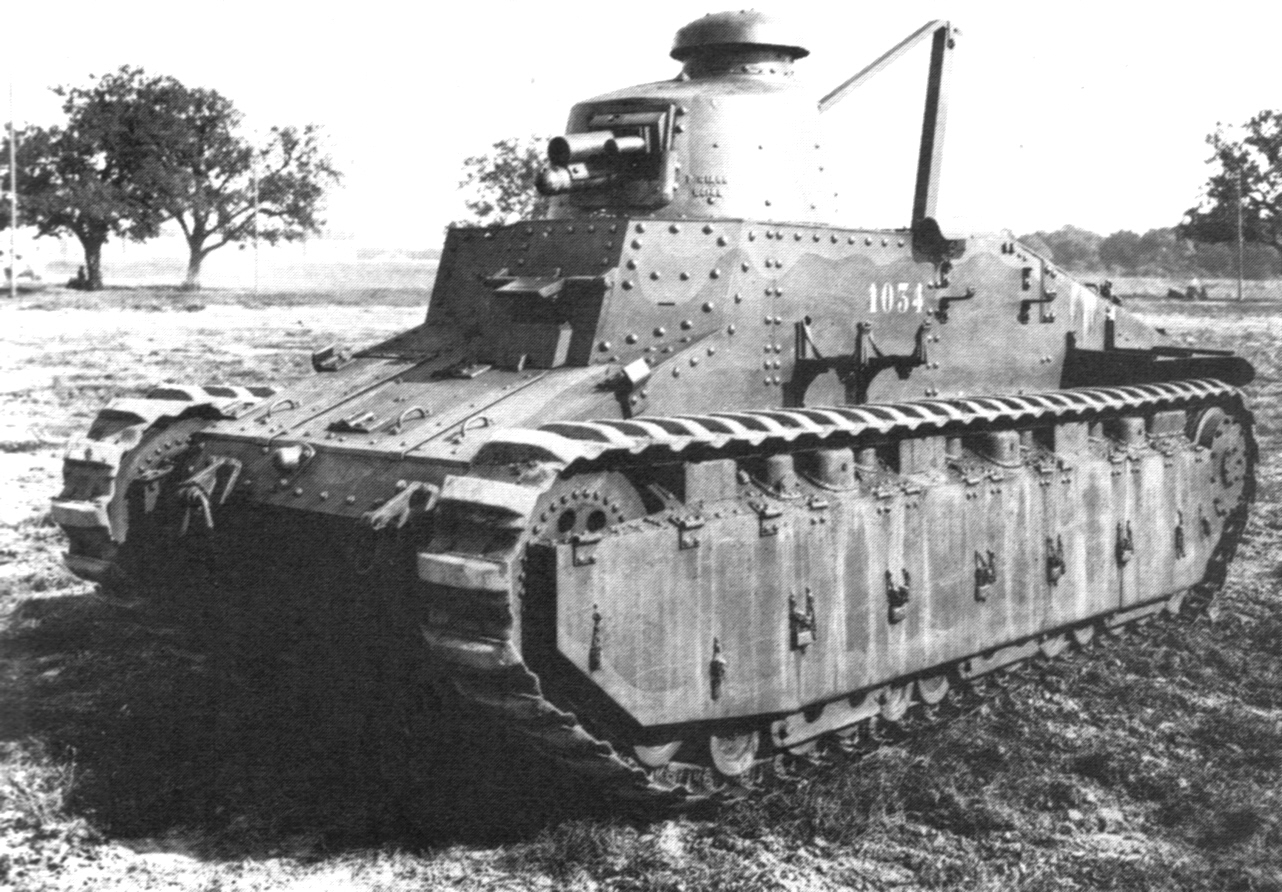
ルノーNC31

## 日本軍での運用
日本陸軍は、ルノーNC型戦車の購入を打診され、1930年（昭和5年）にフランスから1個中隊分（約10輌、12輌説もあり）を輸入した。運用側では、以前に輸入したルノー FT-17軽戦車と区別するために、「ルノー乙型戦車」と呼称した。
なお、日本がルノーNC27を23輌輸入したとする主張もあるが、ルノーNC27の全生産数が23輌なので、それは不可能である。23輌を発注した（が、10輌しか受領できなかった）とする説もある。
元のルノーNC型戦車にはピュトーSA18 37mm戦車砲搭載型とオチキス機銃搭載型があったが、後の日本陸軍への導入時（無武装状態で輸入し、日本側で日本製の火器を搭載できるように砲塔を改修した）に、37mm改造狙撃砲と、6.5mm改造三年式機関銃もしくは十一年式軽機関銃に換装された。

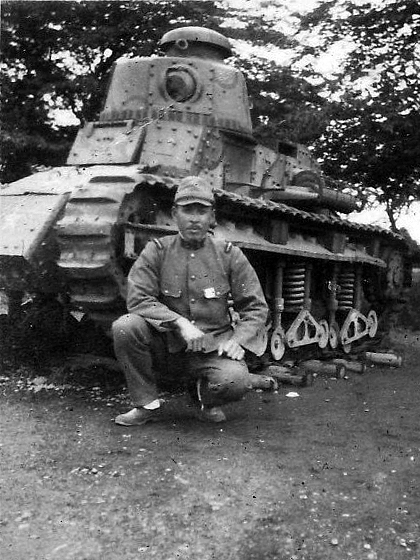
戦闘後、武装を取り外し展示中と思われるルノー乙型戦車と記念撮影をする兵士。第1次上海事変時の撮影と思われる。

日本の戦車生産能力の不足もあって輸入されたルノーNC27であったが、性能は軍が期待したほどではなく、前年に仮制式化された国産の八九式軽戦車を下回るものであった。
転輪軸が折れたり、ハッチなど扉を開けても車内が加熱しやすくエンジン冷却液の補充が頻繁に必要になるなど故障やトラブルが多く、納入された車両には時速18キロも出ない物もあったという。ルノーの技師を呼んだが、日本の湿気が多い環境や、連続走行など日本側の運用に問題があると突き放され、中華民国など諸外国への売却を考えたが実現せず、最終的に技術本部で、装甲を増厚し、足回りを強化するなど、対策を施す改修が行われた。
この際、オリジナルの「ルノーL4 水冷直列4気筒ガソリンエンジン 60 hp/2,000 rpm」から、三菱製の七十五馬力発動機に換装したとされる。
この七十五馬力エンジンが何かは不明であるが、条件に合う物として、九二式重装甲車にも搭載された、フランクリン空冷直列6気筒ガソリンエンジン（45 hp/1,600 rpm（常用）、75 hp/2,800 rpm（最大））である可能性が考えられる。
「三菱製」というのは、理由は不明である。
九四式軽装甲車の後期型に、三菱製のフランクリン空冷直列4気筒ガソリンエンジンが搭載されていることから、混同して、フランクリンと三菱が結びついて、誤解されたのかもしれない。
あるいは、製造したのはなく、三菱がアメリカからオリジナルのフランクリン空冷直列6気筒ガソリンエンジンを輸入したのかもしれない。
これらの改修により、速度は当初の18.5 kmから20 kmに向上し、重量は当初の7.9 tから8.5 tに増大した。

1931年（昭和6年）に勃発した満州事変では、百武俊吉大尉率いる臨時派遣第1戦車隊に配属され、翌年に起きた第1次上海事変では重見伊三雄大尉率いる独立戦車第2中隊に配属されたが、早々に八九式軽戦車に取って代わられた。
1932年（昭和7年）11月にルノー乙型と八九式軽戦車に対して行われた対戦車弾丸効力試験では、スペック上の装甲厚では八九式軽戦車に勝っているはずのルノー乙型が、フレームや鋲接接合部分が脆弱で、試験終了後には、装甲板がフレームから脱落してバラバラになって原型を保っていなかったことも、見切りをつけられた原因の一つと思われる。
なお、従来から装備していたルノーFT-17を「ルノー甲型」と改名し、ルノーNC27を「ルノー乙型」としたという説もあるが、ルノーNC27があまりに欠陥が多いため、改修したルノーNC27を改修前の車輌と区別するために「ルノー乙型」と改名したとする資料もある。
中国大陸から日本本土へ引き揚げられたルノー乙型戦車は、各地の戦車学校で訓練用戦車として使われた後、展示車輛となった。
- - 松本歩兵第50連隊の有明演習場でのルノー乙型。1935年（昭和10年）。

1938年（昭和13年）時点では廃兵器扱いとなっている。

### 中隊の編成
- 臨時派遣第1戦車隊の編成は百武俊吉の項目を参照。
- 独立戦車第2中隊の編成
  - 中隊本部 ルノー乙型軽戦車1輌
    - 第1小隊 指揮官原田一夫大尉 八九式軽戦車（ガソリンエンジンを搭載した八九式の初期型）3輌
    - 第2小隊 指揮官今村健護中尉 〃 2輌
    - 第3小隊 指揮官坂田俊雄少尉 ルノー乙型軽戦車5輌
    - 第4小隊 指揮官前田孝夫大尉 〃 4輌

## 登場作品
『World of Tanks』
中国軽戦車Renault NC-31として登場。日本軽戦車NC27 Otsu（現在はRenault Otsu）として登場。